# Cyrus Vance
Cyrus Roberts Vance (n. 27 martie 1917, Clarksburg,  Virginia de Vest – d. 12 ianuarie 2002) a fost secretar de stat al SUA în timpul mandatului preșdintelui Jimmy Carter (1977 - 1980).
În noiembrie 1991 în timpul Războiului de Independență al Croației a negociat Planul Vance de încetare a focului între forțele croate loiale guvernului croat - care și-au declarat independența față de Republica Socialistă Federativă Iugoslavia - și între sârbii din Croația, Armata Republicii Sârbe Krajina (ARSK) și Armata Populară Iugoslavă (JNA) controlată de sârbi.